# 夏季学校
夏季学校（かきがっこう、英:Summer School）は
1. 学校などの組織が夏期休暇に行う短期の講習、学習会、セミナーなど。林間学校、夏期学校、夏期講座、夏期講習とも言う。
2. 明治時代のキリスト教界に大きな影響を与え、キリスト教青年会 (YMCA) の主催で1889年（明治22年）より開催された、キリスト教の学生・青年のための信徒運動の実践修養会。聖書研究、キリスト教・文化講演、祈祷会などを行い、信徒運動の全国的一致協同を目指したもの。1912年（大正元年）以前は夏期学校とも表記した。本項で記述。

## 歴史
関東と関西において交互に毎年夏期に開催された。北米YMCA学生事業担当主事のルーサー・ウィシャードが1899年に来日して、ジョン・トランブル・スウィフトと共に、アメリカ合衆国ノースフィールドのドワイト・ムーディー主催のSummer Schoolにならって始めたものである。

### 第1回
1889年（明治22年）6月29日から7月10日に同志社英学校で「学生聖書研究夏季学校」として開催された。会長の小崎弘道が「聖書のインスピレーション」と題して講演をした。当時、同志社英学校の学生であった露無文治が記録を編集し「学生之大会」という題で刊行した。また、山室軍平はこの夏季学校に参加したことがきっかけとなって同志社入学を決意する。

### 第4回
1892年（明治25年）7月16日から26日に箱根で開催された。講演録は『函嶺講話』（警醒社）として公刊された。

### 第5回
1893年（明治26年）須磨で開催された。内村鑑三が『学生と新聞紙』という題で講演をし、横井時雄も新神学の講演を行う。

### 第6回
1894年（明治27年）箱根で開催された。校長が海老名弾正、商議員が宮川経輝、本多庸一、小崎弘道であった。内村鑑三が『後世への最大遺物』という講演を行う。さらに坂本直寛が『雑感』『キリスト信徒の幸福』という題で講演を行った。
それ以外には大島正健、元良勇次郎、植村正久、松村介石、浅田栄次、小西増太郎、大西祝、村井知至、巌本善治らが講師になった。
この講演は1897年（明治30年）に出版されてベストセラーになる。
久留島武彦、和田英作、福田徳三、河辺貞吉、勝俣銓吉郎、柏井園、田川大吉郎らが出席した。
この時、「日本キリスト教夏季学校規約」を制定する。

### 第8回
1896年（明治29年）に興津で開催された。

### 第10回
1898年（明治31年）に葉山で開催された。経営を日本学生基督教青年会同盟 (YMCA) に委任することを決議した。

### 第11回
1899年（明治32年）より、日本YMCA同盟が主催することになった。

### 第25回
1912年（大正元年）に、夏季学校常設館である東山荘を御殿場に建設した。以降、御殿場の東山荘夏季学校と呼ばれることになる。この時、「夏期学校」とも表記されていた名称を「夏季学校」に統一する。

### 第42回
1932年（昭和7年）はSCM（学生キリスト教運動）事件により途中で閉校された。

### 第74回
1965年（昭和40年）8月、東山荘で開催。主題は「大学に生きる」。

### 第75回
1966年（昭和41年）8月18から23日、東山荘で開催。主題は「福音による現代の再建〜交わりの回復を求めて〜」。

### 第76回
1967年（昭和42年）8月17から22日、東山荘で開催。主題は「我々にとってキリストとは何か」。

### 第77回
1968年（昭和43年）は学生紛争の影響で内容が変更された。
以降はYMCA『学生夏期ゼミナール』として学生向けの修養会が毎年開催されている。